# Експрес «Гармата»
Експрес «Гармата» (англ. Cannonball Express) — бойовик 1932 року режисера Воллеса Фокса. У головних ролях знімались Рекс Ліз, Том Мур та Люсіль Браун.

## У ролях
- Рекс Ліз — Нед Логан
- Том Мур — Джон Логан
- Люсіль Браун — Саллі
- Леон Еймс — Джек Логан
- Рут Ренік — Мері Логан